# Ovabunda benayahui
Ovabunda benayahui är en korallart som först beskrevs av Reinicke 1995.  Ovabunda benayahui ingår i släktet Ovabunda och familjen Xeniidae. Inga underarter finns listade i Catalogue of Life.